# لوون ایشخانیان
لئون ایشخانیان (انگلیسی: Levon Ichkhanian؛ زادهٔ ۱۶ مهٔ ۱۹۶۴ در بیروت) موسیقی‌دان، آهنگساز اهل کانادا است. وی از سال ۱۹۸۰ میلادی تاکنون مشغول فعالیت بوده‌است. ایشخانیان یک گیتاریست ارمنی‌تبار است که به سبک موزیک جاز خاورمیانه ای می‌نوازد. لوون در بیروت متولد شده و پدرش ادوارد ایشخانیان نوانده پیانو است.